# Roodaarskniptor
De roodaarskniptor (Athous haemorrhoidalis) is een kever die behoort tot de familie kniptorren (Elateridae). De soort is algemeen in Nederland.

## Beschrijving
De kever heeft een zeer langwerpig lichaam; de dekschilden zijn bruin van kleur, het verbrede halsschild is donkerder en neigt naar zwart. De dekschilden hebben groef-achtige rijen putjes, het hele lichaam heeft een lichte, witte beharing, vooral op de kop, halsschild en achterzijde van het achterlijf. De pootjes en tasters zijn kort en kunnen volledig worden teruggetrokken. De lengte is ongeveer 10 tot 15 millimeter.

## Algemeen
De roodaarskniptor is een planteneter die leeft van grassen en bloemen van verschillende planten. Bij verstoring laat de kever zich - zoals alle kniptorren - op de grond vallen en houdt zich dood. Als de kever op de rug belandt, wordt met het typische klikgeluid een 'sprongetje' gemaakt en draait de kniptor zich om in de lucht zodat hij op de buik geland wordt.

## Larve
De larven zijn bruin en langwerpig en worden zoals alle kniptorrenlarven ritnaalden genoemd. Ze eten plantenwortels maar ook rottend plantaardig materiaal.